# Filby
Filby is een civil parish in het bestuurlijke gebied Great Yarmouth, in het Engelse graafschap Norfolk met 765 inwoners.